# Reacció de Rosenmund
La reacció de Rosenmund és una reacció química orgànica que redueix un halur àcid a un aldehid emprant gas hidrogen sobre pal·ladi en carbó enverinat amb sulfat de bari. La reacció duu el nom del químic alemany Karl Wilhelm Rosenmund que en fou el seu descobridor.
El catalitzador ha de ser enverinat perquè en cas contrari seria massa actiu i reduiria el clorur d'acil a l'alcohol primari.